# Titan IIIB
Titan IIIB era un vettore spaziale statunitense appartenente alla famiglia di lanciatori Titan. 
Era un razzo a tre stadi derivato dal Titan III, di cui conservava i primi due stadi (ma senza i razzi ausiliari laterali), mentre il terzo stadio era costituito da un Agena D. Alla versione base (utilizzata fra il 1966 e il 1969) si aggiunsero quattro varianti (Titan 23B, Titan 24B, Titan 33B e Titan 34B), che furono utilizzate fra il 1969 e il 1987. Fra versione base e varianti, con il Titan IIIB furono eseguiti 68 lanci. I Titan IIIB furono usati principalmente per mettere in orbita i satelliti GAMBIT.

## Varianti e lanci
- Titan IIIB: 22 lanci fra luglio 1966 e giugno 1969[1]
- Titan 23B: 9 lanci fra agosto 1969 e aprile 1971[2]
- Titan 24B: 23 lanci fra agosto 1971 e aprile 1974[3]
- Titan 33B: 3 lanci fra marzo 1971 e agosto 1973[4]
- Titan 34B: 11 lanci fra marzo 1975 e febbraio 1987[5]